# The Spellbound Multitude
The Spellbound Multitude è un cortometraggio muto del 1914 diretto da Francis J. Grandon. È il nono episodio, conosciuto anche con il titolo completo The Adventures of Kathlyn 9: The Spellbound Multitude, del serial The Adventures of Kathlyn.

## Produzione
Il film fu prodotto dalla Selig Polyscope Company.

## Distribuzione
Distribuito dalla General Film Company, il film - un cortometraggio in due bobine - uscì nelle sale cinematografiche degli Stati Uniti il 20 aprile 1914.